# Lauretta av Saarbrücken
Lauretta av Saarbrücken, död 1271, var en regerande tysk grevinna av Saarbrücken från 1233 till 1271. 
Hon var dotter och arvtagare till greve Simon III av Saarbrücken, och efterträdde sin far vid dennes död år 1233. Hon gifte sig första gången med 
Gottfried d'Asperemont och andra gången med greve Dietrich I Luf von Kleve. Lauretta fick en son och en dotter, men båda hennes barn dog tidigt, och hon efterträddes därför som regent av sin syster, Mathilde av Saarbrücken.